# SC Naumburg
Der SC Naumburg war ein Sportclub aus Naumburg (Saale) im heutigen Burgenlandkreis aus dem südlichen Sachsen-Anhalt.

## Geschichte
Der Verein war einer der 86 Gründungsvereine des Deutschen Fußball-Bundes (DFB) in Leipzig. Vertreten wurde er hier durch einen Herrn Beyer.
Der Verein hatte im Jahr 1905 22 Mitglieder und war selbst Mitglied des Verbandes Mitteldeutscher Ballspiel-Vereine (VMBV).
Nachdem sich der SC Naumburg 1910 aufgelöst hatte, übernahm der Naumburger SV Hohenzollern die Mitglieder sowie die Technik dieses Vereins.
Im Jahr 2016 kam es zur Fusion des Naumburger SV 05 und dem Naumburger BC 1920 und man entschied sich den Namen SC Naumburg anzunehmen.